# Коцев, Николо
Ни́коло Спа́сов Ко́цев (6 июня 1961, Пазарджик, Болгария) — болгарский гитарист, скрипач, композитор и аранжировщик. Наиболее известен участием в группе Brazen Abbot и созданием рок-оперы «Nostradamus».

## Биография
Родился в 1961 году в Пазарджике в семье профессиональных музыкантов. Своё имя получил в честь скрипача-виртуоза Николо Паганини. С пяти лет брал уроки игры на скрипке. В юношеском возрасте проявил интерес к рок-музыке и начал брать уроки игры на гитаре. Окончил музыкальное училище в Старой Загоре.
Был гитаристом в группе «Траяна». Затем играл несколько месяцев в группе Импулс в 1985 году. Затем — гитарист группы «Балкантон». Во время тура группы по Германии Коцев знакомится с шведским певцом Бьорном Лодином, после чего в 1989 году он уехал в Мариехамн (Оландские острова, Финляндия), где совместно с Лодином создал группу Baltimore. С этой группой Коцев записал два альбома — Double Density (1992) и Thought For Food (1994).
В 1994 году он начал работать над собственным проектом, который называется Brazen Abbot. В группе принимают участие Гленн Хьюз и Джо Линн Тёрнер из Deep Purple и Мик Микаэли и Ян Хаугланд из Europe. Так, в 1995 году выходит альбом Live and Learn, в который Коцев играл на гитаре, был продюсером и написал все песни. Далее были записаны Eye of the Storm (1996) и Bad Religion (1997).
Далее последовал период затишья в деятельности группы, во время которого Коцев начал работать над рок-оперой «Nostradamus». Из-за различных проблем, в том числе банкротства звукозаписывающей компании Коцева USG Records, альбом не был завершён к 2000 году. Альбом был выпущен в 2001 году под названием «Nikolo Kotzev’s Nostradamus» на лейбле SPV Reocrds. В записи альбома приняли участие большинство членов Brazen Abbot и Йорн Ланде (Masterplan), Аланна Майлс, Caсс Джорджан.
В 2002 году, Brazen Abbot воссоединились и выпустили альбом Guilty as Sin (2003). Последующий тур по Болгарии был издан на концертном альбоме 2004 года A Decade of Brazen Abbot. На следующий год выходит ещё один студийный альбом — My Resurrection.
Кроме того, как студийный музыкант, Коцев продюсирует и микширует альбомы других групп, среди которых Saxon («Killing ground» — 2001), Molly Hatchet («Kingdom of XII» — 2000, «Warriors of the Rainbow Bridge» — 2005), Rose Tattoo и Messiah's Kiss. Работал с Робином Гиббом из Bee Gees как гитарист, и как музыкальный директор.
В 2006 году, начал работу над новой рок-оперой — «Дракония».
В период 2007—2009 годов создаёт традиционную оперу «Джоэл» в стиле итальянского бельканто, исполненную с огромным успехом в Финляндии в 2009 году.
В 2009 году в Национальном музыкальном училище им. Панчо Владигерова защитил диссертацию "Рок-операта от идеята до завършената творба : творчески и технологически аспекти" на соискание учёной степени доктора музыковедения и музыкального искусства.
В 2011 году основал в Софии группу Кикимора. Он начал проекта в 2011 году с целью выражения на болгарской сцене с репертуара на болгарском языке. В группу, кроме него входят Алекс Атанасов (соло-вокал, гитары), Николай Тодоров (ударные, вокал), Николай Цветков (бас, вокал) и Марин Иванов (клавишные, вокал).

## Дискография
- Baltimoore — Double Density (1992)
- Baltimoore — Thought For Food (1994)
- Brazen Abbot — Live and Learn (1995)
- Brazen Abbot — Eye of the Storm (1996)
- Brazen Abbot — Bad Religion (1997)
- Nikolo Kotzev — Nostradamus (2001)
- Brazen Abbot — Guilty as Sin (2003)
- Brazen Abbot — A Decade of Brazen Abbot (2004)
- Brazen Abbot — My Resurrection (2005)
- Brazen Abbot — Live at Berkrock DVD (2008)